# Otto Trieloff
Otto-Paul Trieloff (ur. 17 listopada 1885 w Duisburgu, zm. 6 lipca 1967 w Essen) – niemiecki lekkoatleta specjalizujący się w długich biegach sprinterskich, uczestnik letnich igrzysk olimpijskich w Londynie (1908), srebrny medalista olimpijski w sztafecie olimpijskiej (200 m - 200 m - 400 m - 800 m).
W 1908 r. zdobył tytuł mistrza Cesarstwa Niemieckiego, w biegu na 400 metrów. W 1908 r. wystąpił na letnich igrzyskach olimpijskich w Londynie, zdobywając srebrny medal w sztafecie olimpijskiej (200 m - 200 m - 400 m - 800 m). Startował również w eliminacjach biegu na 400 metrów, nie zdobywając awansu do finału.
Rekord życiowy w biegu na 400 metrów – 50,9 – Londyn, 21/07/1908.